# マルクス・ゲルマン
マルクス・ゲルマン（ドイツ語: Markus Arthur Germann、1942年5月9日 - ）は、スイス・チューリッヒ出身のフィギュアスケート選手（男子シングル）。
1964年インスブルックオリンピックスイス代表。スイス選手権2連覇（1963年-1964）。

## 主な戦績
| 大会/年      | 1961-62 | 1962-63 | 1963-64 |
| ------------ | ------- | ------- | ------- |
| オリンピック |         |         | 19      |
| 欧州選手権   | 19      | 17      | 13      |
| スイス選手権 |         | 1       | 1       |